# アメリカン・フィルム・インスティチュート
アメリカン・フィルム・インスティチュート（American Film Institute、AFI）は、映画製作者を教育し、アメリカにおける映画芸術の遺産を顕彰するアメリカの映画団体。民間資金と一般会員の会費によって運営されている。

## 活動
AFIは、映画を保存し、映画製作のための訓練と育成を行い、動く映像に関するさまざまな活動を促進し、それに協力しているだけでなく、1973年からは「AFI生涯功労賞（ライフ・アチーブメント賞）」を提供している。
1969年、カリフォルニア州ロサンゼルス郡ビバリー・ヒルズに、批評研究と映画創作のための訓練を目指すAFI高等映画教育センターが設立された。
1981年、場所をハリウッドに移し、AFI映画学校として映画製作における実践的な教育に力を入れている。
卒業生には、デイヴィット・リンチ、ティム・ハンター、テレンス・マリックといった監督がいる。
アメリカ映画100周年を記念して1998年から「AFIアメリカ映画100年シリーズ」の発表を始めた。
毎年、AFI映画祭（AFI Fest）を開催している。

## 出身者
- テレンス・マリック - 1969年、映画監督分野を修了[3]。
- ポール・シュレイダー - 1969年、映画監督分野を修了[3][4]。
- デヴィッド・リンチ - 1970年、映画監督分野を修了[3]。
- ティム・ハンター - 1970年、映画監督分野を修了[5]。
- ジョン・マクティアナン - 1975年、映画監督分野を修了[5]。
- エドワード・ズウィック - 1975年、映画監督分野を修了[3]。
- 伊藤信太郎 - 衆議院議員。1979年、映画監督分野を修了[6]。
- スティーヴ・ゴリン - 1981年、映画監督分野を修了[3]。
- トッド・フィールド - 1992年、映画監督分野を修了[3]。
- スコット・シルヴァー - 1992年、映画監督分野を修了[3]。
- ダーレン・アロノフスキー - 1992年、映画監督分野を修了[3]。
- ロベルト・シュヴェンケ - 1993年、映画監督分野を修了[5]。
- リュ・ソンヒ - 1995年、プロダクションデザイン分野を修了[7]。
- シアン・ヘダー - 2005年、DWW（女性のための監督ワークショップ）を修了[3]。
- アリ・アスター - 2010年、映画監督分野を修了[8]。